# 台南幫
台南幫是一個重要的台灣商幫，其稱呼為一個約定俗成的說法，並非為明確制定的商業集團。其起源於臺灣日治時期台南府城的布莊，戰後由侯雨利、吳修齊與吳三連成立「台南紡織」下，使臺南幫成型，後續有高清愿、鄭高輝加入。
主要成員皆來自於台南的北門地區（日治時期北門郡，包括今台南市學甲區、佳里區、西港區、北門區、將軍區與七股區一帶），以血親、姻親與鄉親、師徒、朋友等方式建立社會連結，彼此投資，形成一面綿密的網絡。
從台南紡織而起，由臺南幫成員所成立的關係企業陸續包括統一企業、太子建設、神隆科技、萬通銀行等，跨足食品、紡織、建設、零售百貨、科技、金融等領域。在1970年代發展興盛時期，臺南幫與台塑，分別為台灣南北兩大商業發展集團。
然隨著時代變遷，早期創辦者陸續走入歷史、後代陸續接手，由地緣、人際關係聚攏的異姓商業團體臺南幫，各家族逐漸以各自所持有的產業自行經營。

## 概論
臺南幫是個龐大、鬆散的商幫，主要由侯雨利為中心，以血緣姻親、地緣鄉親、師徒等人際關係開展網絡、彼此連結，主要領導者都出身於台南北門地區的鹽分地帶。
侯雨利出身二重港，於1927年在府城成立「新復興布行」，1932年成立「新復興織布廠」。:88翁川配出身舊頭港，侯雨利妻子與其為姑侄關係，翁為新復興布行學徒，後負責管理新復興織布廠，奠定之後臺南紡織的基礎。:89-90吳修齊與吳尊賢為兄弟，吳三連為其叔父，三人出身新頭港，侯雨利與吳修齊為新復興布行師徒。:90高清愿出身倒風寮，吳修齊為其表姐夫，高同為新復興布行學徒。鄭高輝在高清愿力薦下加入臺南紡織，進入臺南幫系統。
「臺南幫」原為約定俗成的稱呼，在民國七十二年（1983年）元月《天下雜誌》所製作的專題報導「鹽地裏長出的企業巨人——臺南幫」後，廣為出現在工商性質之媒體報導文章上:30。雖然「臺南幫」隱含的地域義涵包括「臺南」與「北門」，但與「臺南」與「北門」相關的企業，並不盡然是臺南幫成員。如出身北門地區的東帝士百貨總裁陳由豪、出身府城的奇美實業創辦人許文龍，均不在臺南幫範圍之內:31。

## 發展脈絡
臺南幫最早源自日治時代，於戰後茁壯成形。主要由來自北門的侯氏、吳氏兩大家族從布行、紡織業發家而起，形成面係的人際網絡、產業結構。

### 新復發布行與新復發紡織廠
日治時代由臺南北門商人侯基於府城建立的新復發布莊，為當時臺南最大的布莊。侯基的姪子侯雨利、侯調與侯排，在新復發布莊當學徒後，於1926年獨立門戶，開設新復成布莊」。隔年（1927年），侯雨利獨資成立「新復興布行」:88，從事布料批發買賣。臺南幫最初發跡有關成員，吳修齊、吳尊賢，此時期進入布行擔任學徒。
1932年，侯雨利收購日人舊織布工廠，成立「新復興織布廠」:88，跨足布行上游的生產，逐漸形成有規模的紡織產業體系，一直至戰後仍持續經營、穩定發展，在市場上佔有一席之地。臺南幫關係成員，翁川配、高清愿於戰後進入新復興擔任學徒。
1955年後，翁川配負責新復發經營管，後說服侯雨利，開始投資蕾絲布生產，提供給女性內衣、禮服所使用，開拓國內市場。:89-90爾後翁川配另自行創業。

### 新和興布行與三興織布廠
1934年，吳修齊、吳尊賢兩兄弟後自立門戶，與其餘兄弟、他人合資設立「新和興布行」，戰時短暫停業。1946年復業，侯雨利參與投資，於臺南、臺北、上海三地拓展據點，串連紡織布料進出口業務。然不敵時局，於1949年關閉。:90-91
1950年代，政府發展紡織產業政策，吳修齊兄弟四人、侯調、侯朝宗、莊矺等人籌資成立三興織布廠，以男裝布料為主。:90-91

### 臺南紡織公司
1953年代，政府發展經濟建設，吳修齊、吳尊賢與叔父吳三連爭取於臺南籌建紡紗廠，獲得政府同意而擇地於臺南後甲設廠，於1954年正式成立臺南紡織公司，由吳三連擔任董事長，吳修齊任總經理，侯雨利長子侯永都為副總經，隔年開業營運。後續有高清愿、鄭高輝加入。:92
臺南紡織以棉紗為主要產品，後跨足化學纖維。1955年，侯雨利擔任常務董事的中國人造纖維公司成立，為臺灣第一間人造纖維公司。原有生產胚布，後推出「太子龍不縮卡其布」，直售給成衣廠，為製作學生服、職員服等制服主要布料。由臺南紡織為始，臺南幫成員陸續投資與成立關係事業，例如在紡紗、織布、染整等紡織產業領域皆有涉獵。再後來跨足其他類型產業。:93-96

## 著名成員
- 侯雨利
- 吳修齊[7]、吳尊賢、無黨籍臺北市長吳三連
- 統一高清愿父女
- 鄭高輝
- 遠東商銀董事長侯金英（故央行總裁梁國樹夫人）、蔡崇信律師夫人吳明華等。

## 家族投資公司
- 高權投資股份有限公司（高清愿家族）
- 永原投資股份有限公司（吳俊傑家族）
- 泰伯投資股份有限公司（吳修齊家族）
- 九福投資股份有限公司（鄭高輝家族）
- 育鵬投資股份有限公司（侯雨利家族侯博明系）
- 新煜鵬投資股份有限公司（侯雨利家族侯博明系）
- 升元投資股份有限公司（侯雨利家族侯博義系）
- 博智投資股份有限公司（侯雨利家族侯博義系）
- 宇聲投資股份有限公司（侯雨利家族侯博義系）
- 茂將投資有限公司（侯雨利家族侯博裕系）
- 新永興投資股份有限公司（侯雨利家族）
- 瑞興國際投資股份有限公司（莊昇如家族）
- 順和紘投資股份有限公司（陳國振家族）
- 弘耀投資股份有限公司（莊南田家族）
- 讓德投資股份有限公司（吳尊賢家族）
- 裕邦股份有限公司（吳金台家族）
- 新復成投資股份有限公司（侯調家族）